# Ponte Alberto Pumarejo (2019)
Il ponte Alberto Pumarejo è un'opera pubblica colombiana sul río Magdalena a 20 km dal suo sfocio nel Mar dei Caraibi, all'altezza di Barranquilla e del comune di Sitionuevo nel Dipartimento di Magdalena. Collega Barranquilla con l'isola di Salamanca e con il resto del paese attraverso Ciénaga. Il suo nome ufficiale è "Alberto Pumarejo" in onore dell'alto funzionario di Barranquilla che a suo tempo sponsorizzò il primo ponte Alberto Pumarejo, così chiamato popolarmente anche se il suo nome ufficiale era "Ponte Laureano Gómez", progettato dall'italiano Riccardo Morandi, che fu "in servizio" dal 1974 al 2019.

## Storia
Il primo ponte Alberto Pumarejo, entrato in funzione nel 1974, era controverso fin dalla sua costruzione, a causa della scarsità della sua sagoma, che ostacolava lo sviluppo della navigazione sul fiume Magdalena.
Nel 2006, durante un forum sulla congiuntura economica realizzato dalla Università San Martín a Bogotà, il direttore dell'Istituto Nazionale dei Trasporti (INVIAS), Mauricio Ramírez Koopel, annunciò che il progetto sarebbe stato incluso nel Piano di Sviluppo 2006-2010, in preparazione presso il Governo. Allora si preventivava un costo di 60 milioni di dollari. Nel marzo del 2012 il consorzio colombiano-spagnolo Ecopuertos, che aveva avuto il contratto per il progetto del nuovo ponte, propose inizialmente di costruire un ponte sui piloni del Ponte Pumarejo originale, senza demolirne la struttura, ma le critiche su vari fronti, come la Associazione degli Architetti dell'Atlantico, costrinsero a cercare una nuova alternativa.

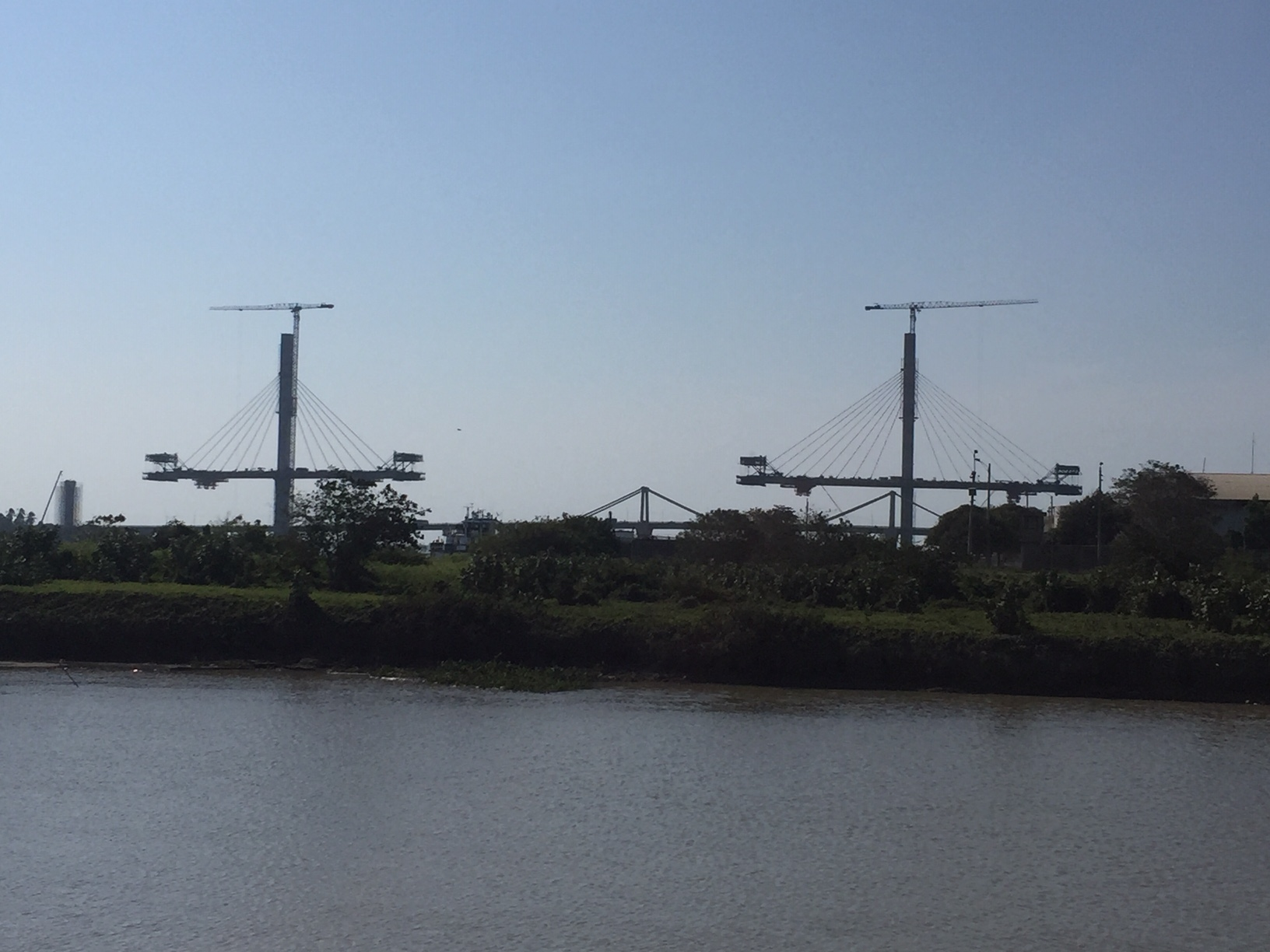
Avanzamento della costruzione del ponte al 2 febbraio 2019.

Nel 2015, il Consorzio SES Puente Magdalena, integrato da Esgamo Ingenieros Constructores (30%), Sacyr Chile S.A. (30%) e Sacyr Construcción Colombia (40%), la cui proposta economica fu di 614,935 milioni di pesos, risultò vincitore della gara pubblica che scelse l'esecutore dell'opera. Quest'ultima doveva essere conclusa entro il massimo di 36 mesi.
I lavori ebbero inizio il 20 agosto 2015 con la canalizzazione dello scarico Pasadena e l'adeguamento dei terreni. Era prevista la consegna dell'opera nel primo trimestre del 2018, secondo il compromesso concordato tra il Consorzio SES Puente Magdalena e il Presidente Juan Manuel Santos. L'opera fu inaugurata il 20 dicembre 2019.

## Caratteristiche tecniche
La nuova struttura e del tipo strallato, nella parte centrale dispone di 380 metri tra i piloni di 80 metri di altezza, negli accessi ha un'altezza di 45 metri,  2.247  di lunghezza nell'asse principale e 990 metri di viadotto in collegamento e accessi per una lunghezza totale di 3.237 metri.
La parte utile al passaggio ha una larghezza di 38 metri, divisa in sei corsie e due passaggi pedonali di 2 metri cadauno e piste ciclabili di 1,5 metri, la larghezza del piano strada è di 38,1 metri nel tratto strallato e 35,1 metri nei tratti di accesso.